# Henrik Lund
Henning Jakob Henrik Lund (Intel'eraq) (ur. 29 września 1875 w Nanortalik na Grenlandii, zm. 17 czerwca 1948 w Narsaq tamże) – grenlandzki kompozytor, malarz i duchowny ewangelicki. Autor hymnu Grenlandii, Nunarput utoqqarsuanngoravit.